# Gaku Šibasaki
Gaku Šibasaki (* 28. května 1992, prefektura Aomori, Japonsko) je japonský fotbalový záložník a reprezentant, hráč klubu Kashima Antlers.

## Reprezentační kariéra
Nastupoval v japonské mládežnické reprezentaci U17.
Gaku Šibasaki debutoval za reprezentační A-mužstvo Japonska v roce 2014. S japonskou reprezentací se zúčastnil Mistrovství Asie ve fotbale 2015.

## Statistiky
Platné k 17. 11. 2020
| Japonsko | Japonsko | Japonsko |
| Roky     | Záp.     | Góly     |
| -------- | -------- | -------- |
| 2014     | 4        | 1        |
| 2015     | 9        | 2        |
| 2016     | 0        | 0        |
| 2017     | 1        | 0        |
| 2018     | 12       | 0        |
| 2019     | 19       | 0        |
| 2020     | 4        | 0        |
| Celkem   | 49       | 3        |